# Segugio polacco
Il segugio polacco (ogar polski) è una razza di segugio di origine polacca. È un cane molto forte e prestante, di colore nero con focature, di altezza fino a 66 centimetri e peso fino a 32 chilogrammi.

## Caratteristiche
Ha una vita media di 13-14 anni. Di taglia medio-grande, è tendenzialmente forte e agile, con una struttura ossea molto resistente. Questa specie ha il pelo superficiale nero sul dorso, dal collo fino alla coda, e ha una colorazione uniformemente marrone del pelo sottostante. Il latrato è potente, limpido, il che rende il bracco polacco un ottimo cane da caccia. Caratterizzato da una maturazione fisica e sessuale relativamente lenta, questo cane è intelligente e piuttosto facile da addestrare. Ha generalmente un temperamento tranquillo, dimostrando forte attaccamento al padrone e un approccio amichevole ai cani delle altre razze. Il bracco polacco è fortemente territoriale, ma è al contempo scarsamente aggressivo e poco diffidente verso gli estranei, il che non lo rende molto adatto a fare la guardia. Portato per natura a sopportare temperature molto rigide, sa in ogni caso adattarsi facilmente a climi anche molto più caldi.